# Telmatobius mayoloi
Telmatobius mayoloi е вид земноводно от семейство Leptodactylidae. Видът е застрашен от изчезване.

## Разпространение
Разпространен е в Перу.